# Campolongo (Pontevedra)
Campolongo é um bairro da cidade de Pontevedra (Espanha). Tem uma função residencial, administrativa, educativa e comercial.

## Geografia
O bairro de Campolongo está localizado no sul e sudoeste da cidade de Pontevedra. É delimitado a norte pela Avenida Augusto García Sanchez e pelo rio Gafos, a sul pela PO-10, a leste pela rua Alcalde Hevia e a oeste pela rua Rosalía de Castro. A parte norte do bairro tem muitos espaços verdes e está actualmente localizado no centro da cidade. O bairro é atravessado pelo rio Gafos.

## História
Até à década de 1950, o Pazo Campolongo, localizado na rua Iglesias Vilarelle, estava rodeado por grandes campos, que deram origem ao nome do bairro (Campolongo = Campo Comprido). Depois, nos anos 60, Francisco Franco ordenou que fosse transferido pedra por pedra para a Casa de Campo (Madrid).
Na década de 1950, o bairro era o lar da estação ferroviária da cidade, onde hoje fica a Praça de Galiza, e a praia ferroviária ocupava a actual Avenida Augusto García Sánchez. A antiga estação esteve em serviço até 3 de julho de 1966. No final dos anos 60, foi desmantelada e transferida para o distrito de Gorgullón. Os novos edifícios militares de Pontevedra, projectados em 1965 pelo arquitecto Xosé Bar Boo, foram construídos neste bairro entre 1966 e 1969.
Em agosto de 1960, o Departamento de Planeamento Urbano do Ministério da Habitação decidiu em Madrid confiar um estudo para a fase preliminar do chamado Polígono de Campolongo aos arquitectos Julio Cano Lasso, Fernando Moreno Barberá e Juan Gómez González. Campolongo, com 132.000 metros quadrados junto ao centro da cidade, era o espaço ideal para a expansão da cidade. O anúncio oficial da aprovação do Polígono de Campolongo teve lugar a 22 de dezembro de 1961.
Em outubro de 1968, o plano foi disponibilizado ao público durante um mês no Gabinete Provincial de Habitação e nos meses seguintes iniciou-se o desenvolvimento do terreno através do Plano Nacional de Habitação.
Mais tarde, em 1970, o rio Gafos foi canalizado e em dezembro de 1970 foi criada uma grande área de passeio acima dele. Em 1971, o Director-Geral de Habitação, Martín Eyries Valmaseda, acompanhado pelas primeiras autoridades provinciais, visitou o bairro de Campolongo, juntamente com o Presidente da Câmara Augusto García Sánchez. Em 1972 foi construída a Escola de Ensino Primário de Campolongo. Em 1975, a Câmara Municipal de Pontevedra recebeu oficialmente do Director-Geral do Instituto Nacional de Habitação, Ramón Andrada Pfeiffer, a conclusão da urbanização do bairro. Em 1976, 1977 e nos anos seguintes, muitos dos edifícios da Avenida Augusto García Sánchez foram construídos. Foi criado também um parque central e em 1979, iniciou-se a construção na igreja de São José, inaugurada a 23 de outubro de 1983.
Em 1996, a câmara municipal procedeu ao corte dos eucaliptos em Campolongo, perto da actual avenida María Victoria Moreno e criou um novo parque no terreno onde se encontravam.
O antigo quartel de artilharia foi demolido em 2005 (o terreno para a sua construção tinha sido expropriado em 1924 para este fim). No seu lugar foi construída a Cidade Administrativa de Pontevedra inaugurada em 2008, que alberga os escritórios provinciais da Junta da Galiza e dos Impostos e vários edifícios residenciais, para além do novo centro desportivo militar e uma estação de correios.
Na década de 2010, uma moderna estação meteorológica foi instalada no bairro.
Em 2019 foi inaugurado um novo parque infantil. O centro desportivo Campolongo, o maior da cidade, foi também completamente reformado pela cadeia de centros desportivos BeOne Sport and Fitness e inaugurado em 2020.
Hoje em dia, a parte sul do bairro é ocupada por conjuntos residenciais e casas unifamiliares. Na zona residencial de são Brás, existe uma capela dedicada a este santo, construída durante os séculos XVIII e XIX. Na década de 1990, São Brás mudou o seu aspecto, graças à construção de pavilhões na sua parte inferior e à construção de um hipermercado Carrefour Planet na sua parte superior.

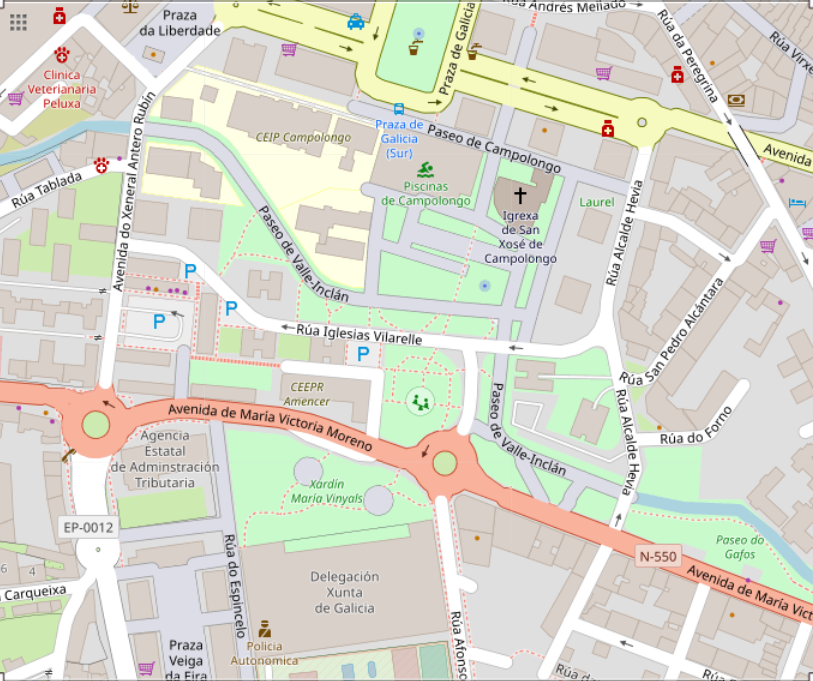
Mapa de Campolongo

## Urbanismo
Campolongo é um bairro central de Pontevedra que está organizado em torno de três praças: a Praça da Galiza (com uma fonte no meio e um grande ponto de autocarros no lado sul), a Praça da Liberdade atrás do Palácio da Justiça (onde fica a Estátua da Liberdade) e a Praça da Constituição, em frente à Igreja de São José onde se encontra o monumento à Constituição espanhola de 1978. Campolongo é também delimitado pelo Parque de Campolongo, onde existe um grande parque infantil com tirolesa e baloiços e escorregas, bem como uma fonte e um espigueiro galego sobre palafitas em duas das zonas verdes e o parque María Vinyals em frente à Cidade Administrativa Provincial de Pontevedra.
O centro da cidade está também organizado ao longo de dois eixos paralelos que correm leste-oeste: avenida Augusto García Sanchez e avenida María Victoria Moreno, bem como dois eixos paralelos que correm norte-sul: avenida General Antero Rubín e rua Alcalde Hevia.

## Instalações

### Instituições educacionais
Campolongo tem um importante património educativo, uma vez que o bairro é o lar de várias escolas da cidade.
- O Centro de Recursos Educativos da ONCE no sul do bairro, um dos cinco centros educativos da ONCE em Espanha (o do noroeste do país). O centro de recursos educativos da ONCE foi instalado na cidade em 1941, no antiga escola secundária e internato dos Maristas, rodeado pela fazenda La Florida.[16] A escola começou a funcionar como tal em 1943.[17]
- A Escola de Ensino Primário (CEP) de Campolongo, construída em 1972, iniciou a sua actividade em 1973. Nessa altura era uma das escolas mais inovadoras para crianças entre os 6 e 14 anos de idade na Galiza.[18]
- A escola infantil Campolongo abriu em 1981 e foi rebaptizada Escola Concepción Crespo Rivas em 1997 pela Junta da Galiza.[19]

### Escritórios e agências governamentais
No bairro estão a maioria dos escritórios e agências governamentais da cidade:
- A Cidade Administrativa dos Escritórios Provinciais da Junta da Galiza, num grande edifício de 9 andares com torres gémeas desenhado pelo arquitecto Manuel Gallego Jorreto, inaugurado em 2008 na Rua Maria Victoria Moreno em frente ao Parque María Vinyals.
- A Direcção Provincial de Impostos num novo edifício inaugurado em 2010 e projectado pelo arquitecto Rafael Caballero Sánchez-Izquierdo.
- O escritório provincial do Instituto Nacional de Estatística da Espanha na rua Iglesias Vilarelle.
- O escritório provincial do Departamento de Política Territorial, Obras Públicas e Transportes da Junta da Galiza, na Rua Alcalde Hevia.
- A nova sede provincial da Direcção Geral de Tráfico, inaugurada a 25 de Outubro de 2021 na Plaza Eira da Veiga, 8.[20]
- Uma estação dos correios (Correos) na Rua Espincelo.
- Um centro desportivo sócio-cultural militar do Ministério da Defesa na Rua Espincelo com 3 campos de pádel cobertos, 1 campo de ténis coberto, 3 piscinas, um campo polidesportivo, um ginásio e uma zona de piqueniques com 4 churrasqueiras e 13 mesas.[21]

### Desporto e lazer
- O centro desportivo Campolongo, o maior da cidade, foi totalmente reformado pela rede de centros desportivos BeOne Sport and Fitness .
- O centro sócio-cultural desportivo militar de Campolongo.

### Outras instalações
O bairro tem também dois parques de estacionamento subterrâneos, o Parque de Estacionamento Central com capacidade para 415 lugares, inaugurado em 1998 e o Parque de Estacionamento Campolongo com capacidade para 716 lugares, inaugurado em 2009.

## Festas e eventos culturais
O bairro celebra as festividades do seu santo padroeiro São José durante vários dias por volta do dia 19 de Março de cada ano.

## Galeria de imagens

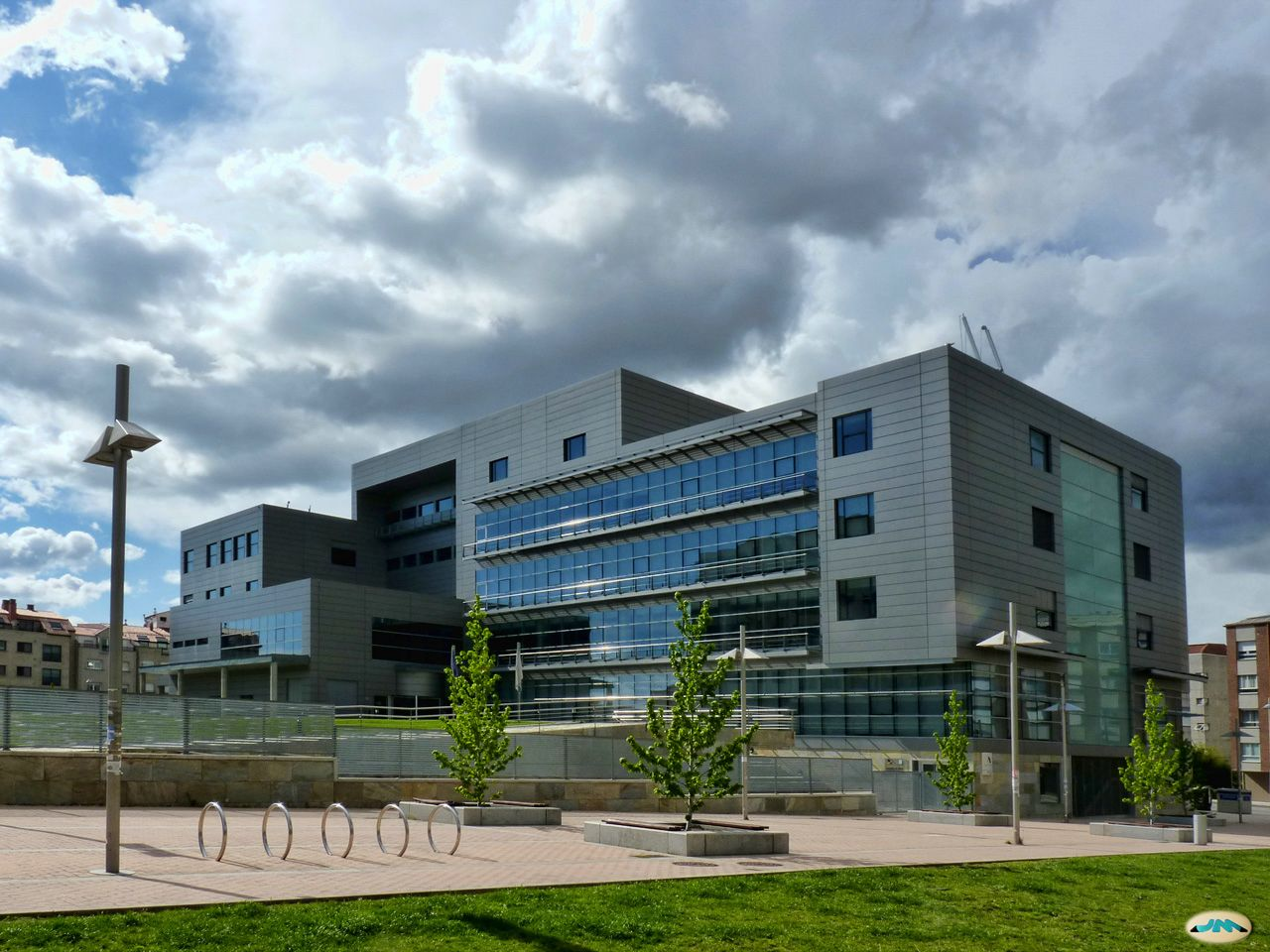
Direcção Provincial de Impostos
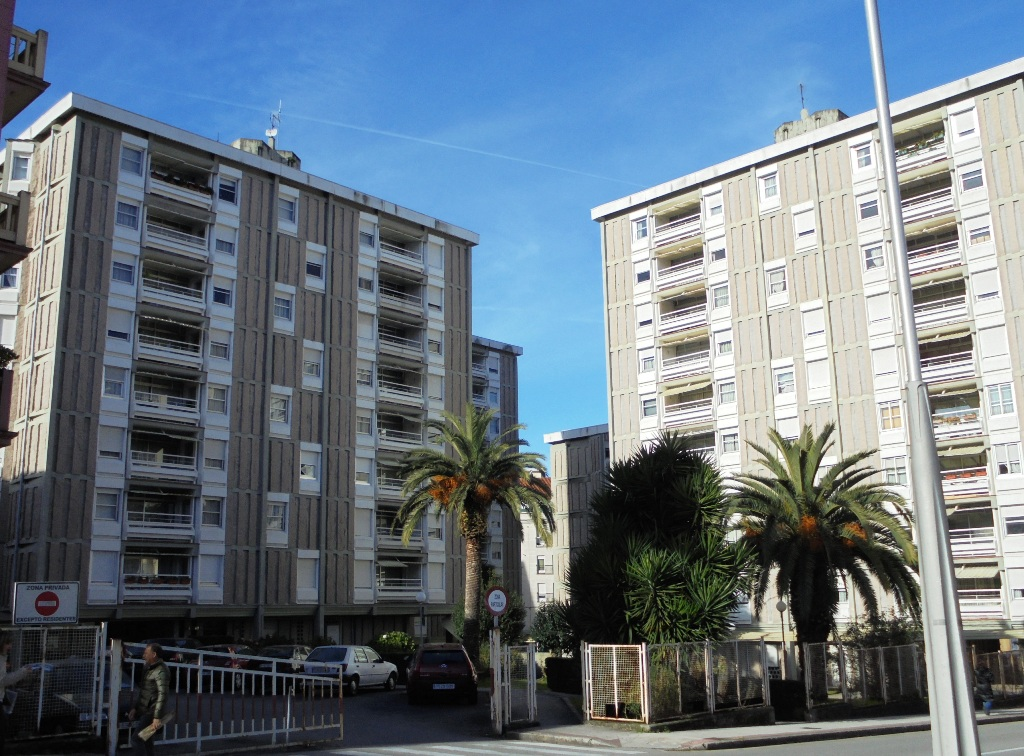
Edifícios racionalistas do Ministério da Defesa do arquitecto Xosé Bar Boo
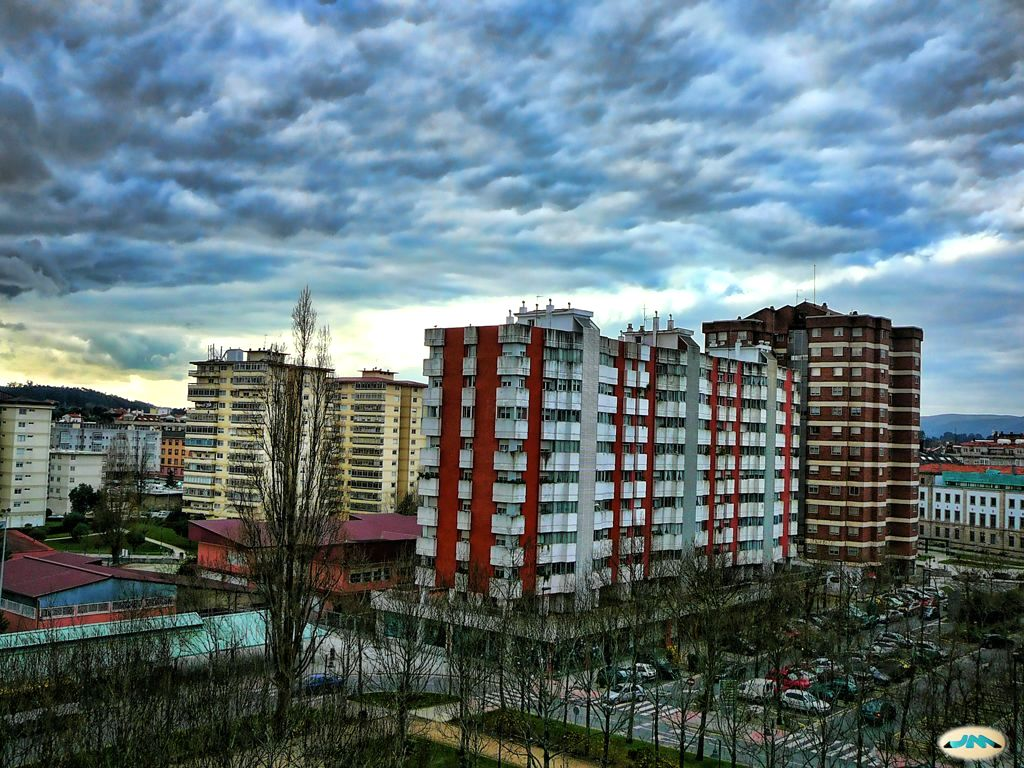
Avenida Augusto García Sánchez e Praça da Galiza.
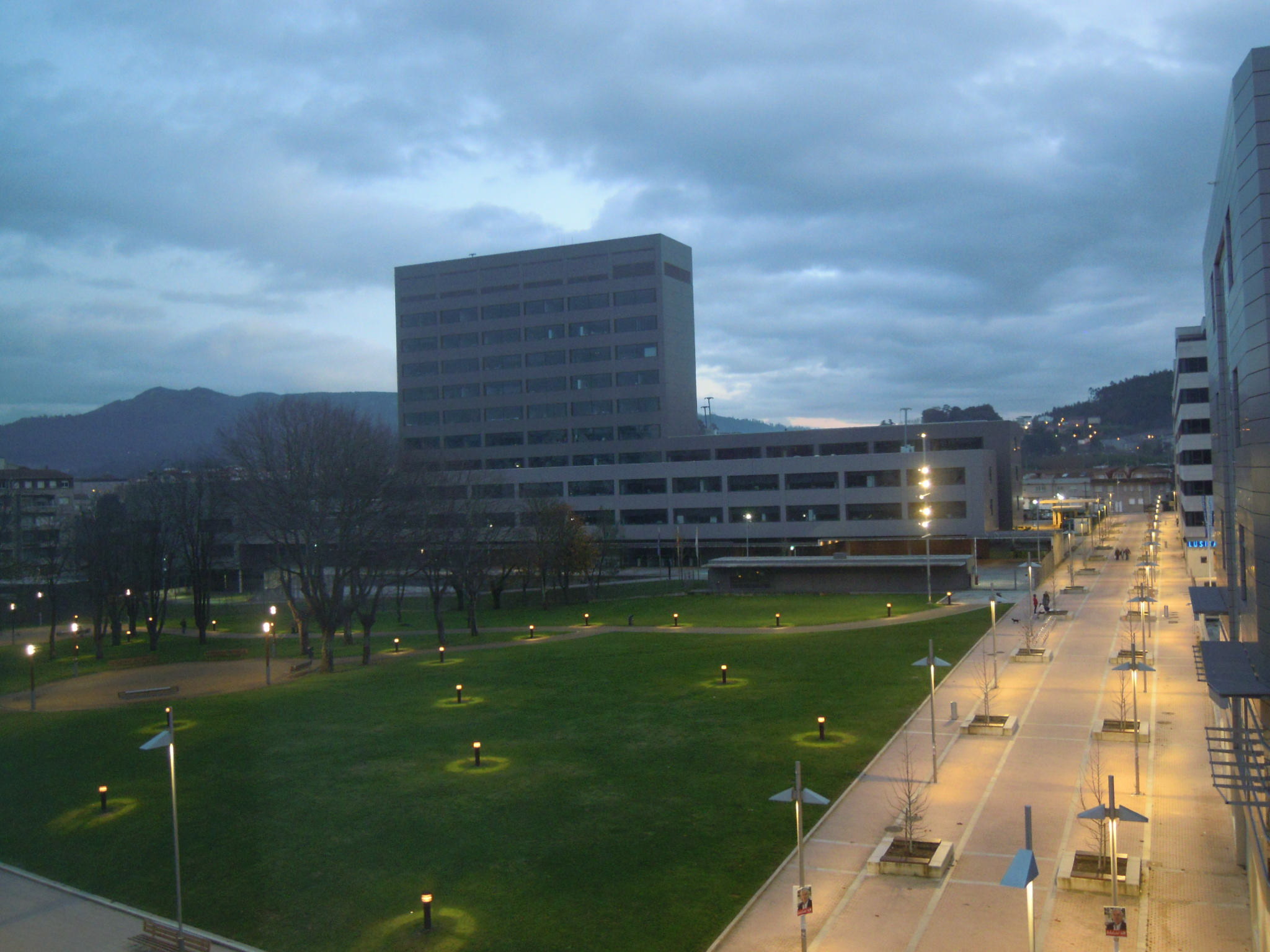
Edifício administrativo da Junta da Galiza.
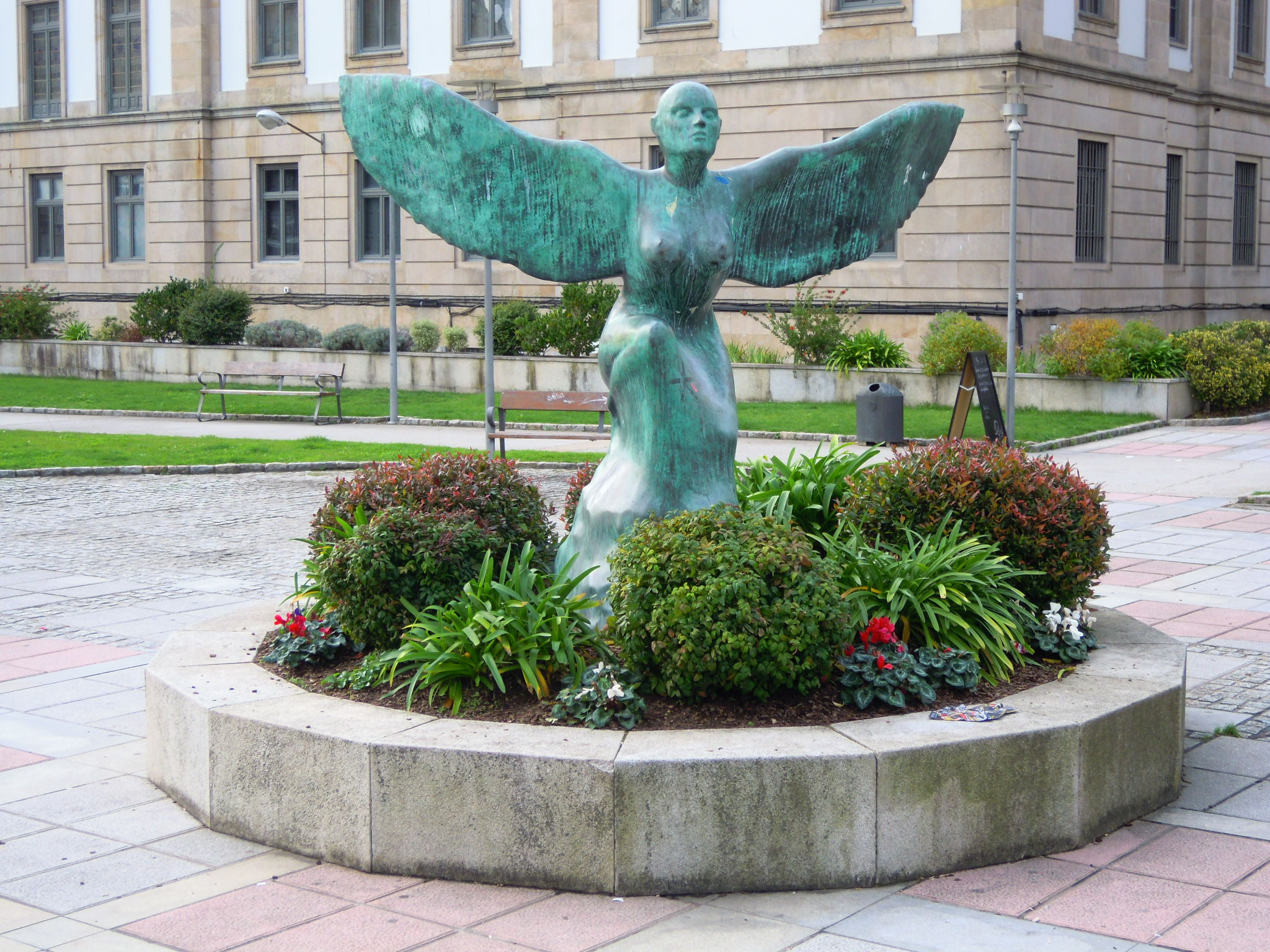
Escultura da Liberdade na Praça da Liberdade
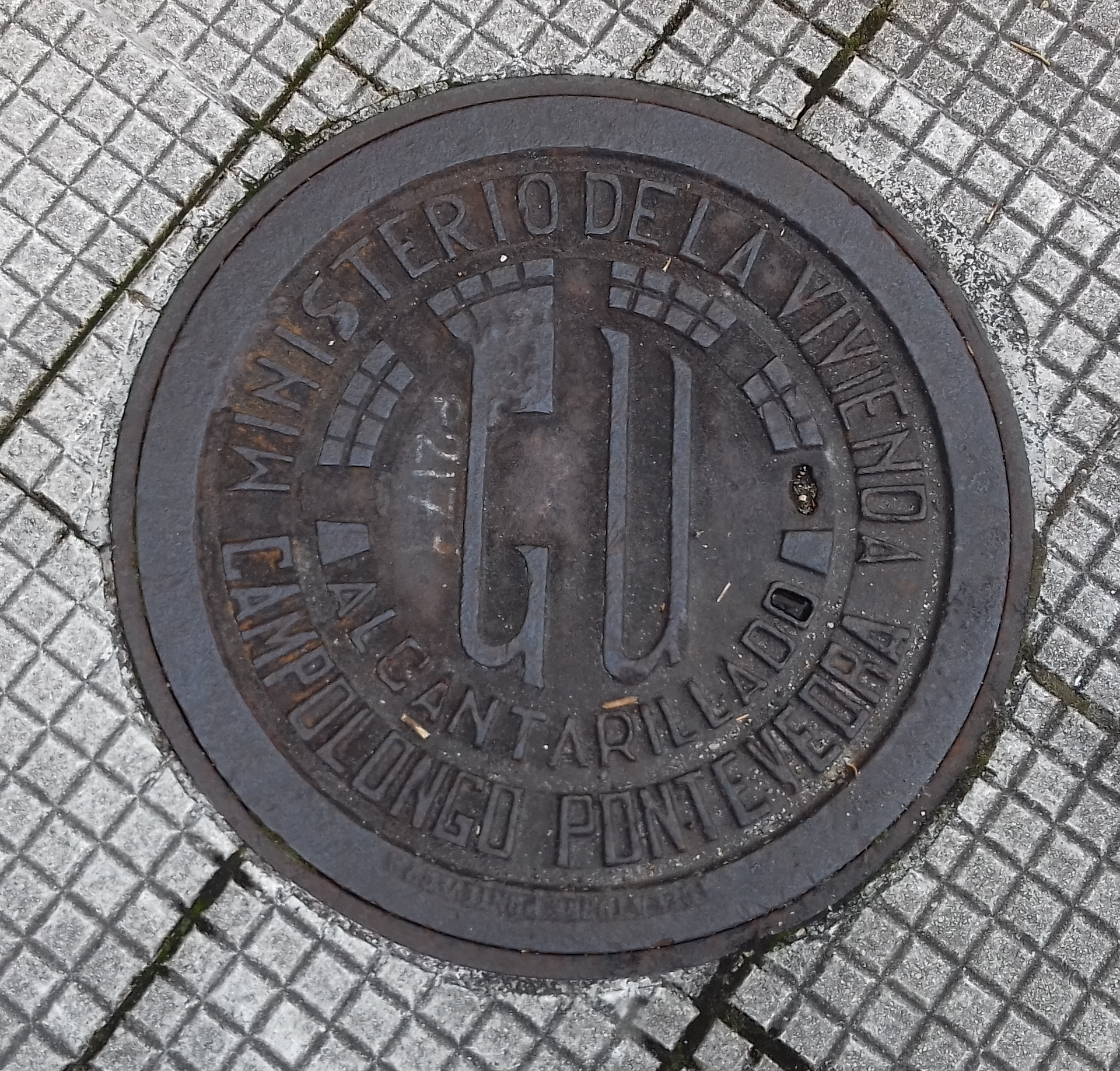
Tampão de poço de visita de Campolongo.
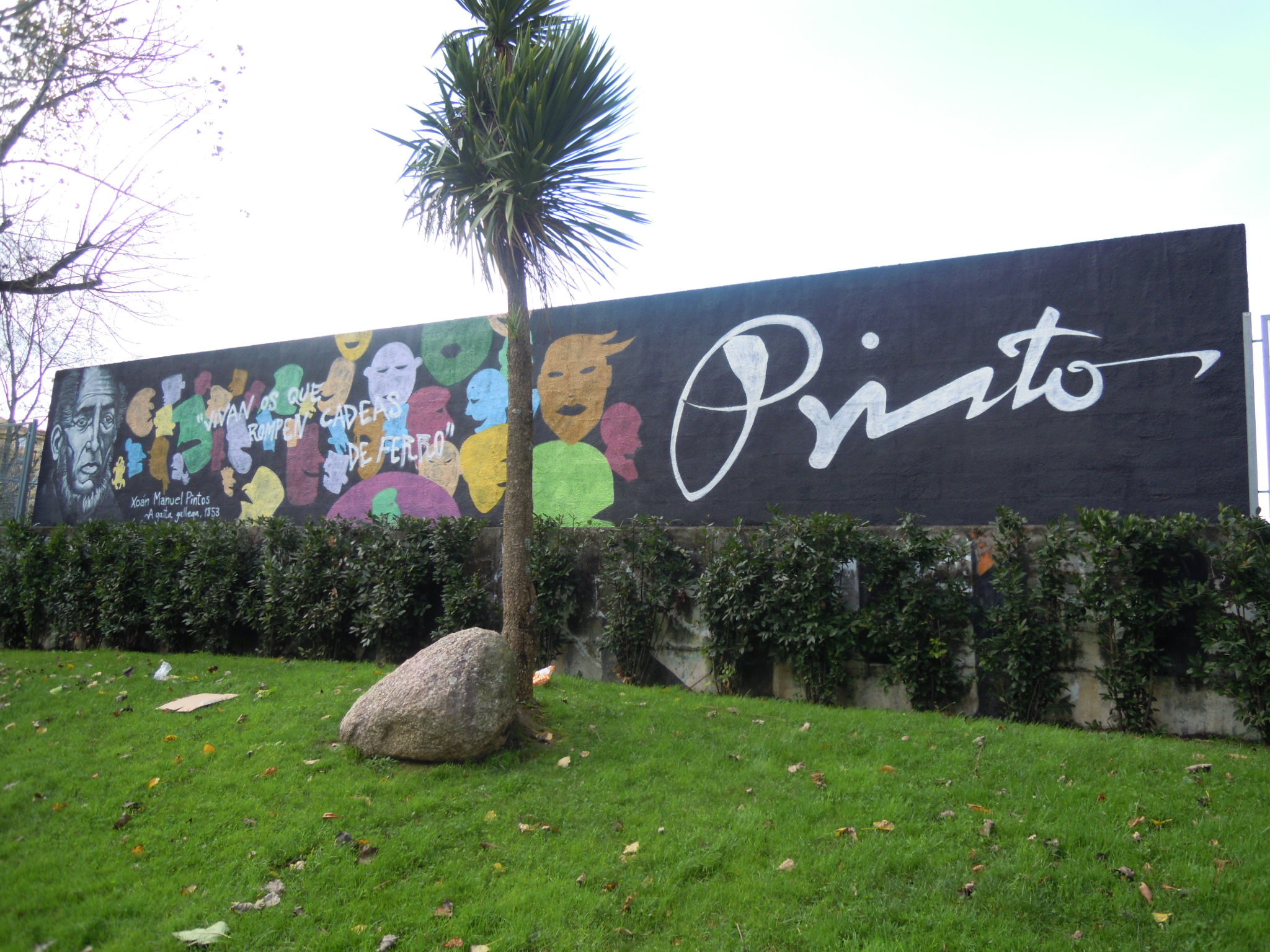
Grafito em homenagem a Xoán Manuel Pintos.
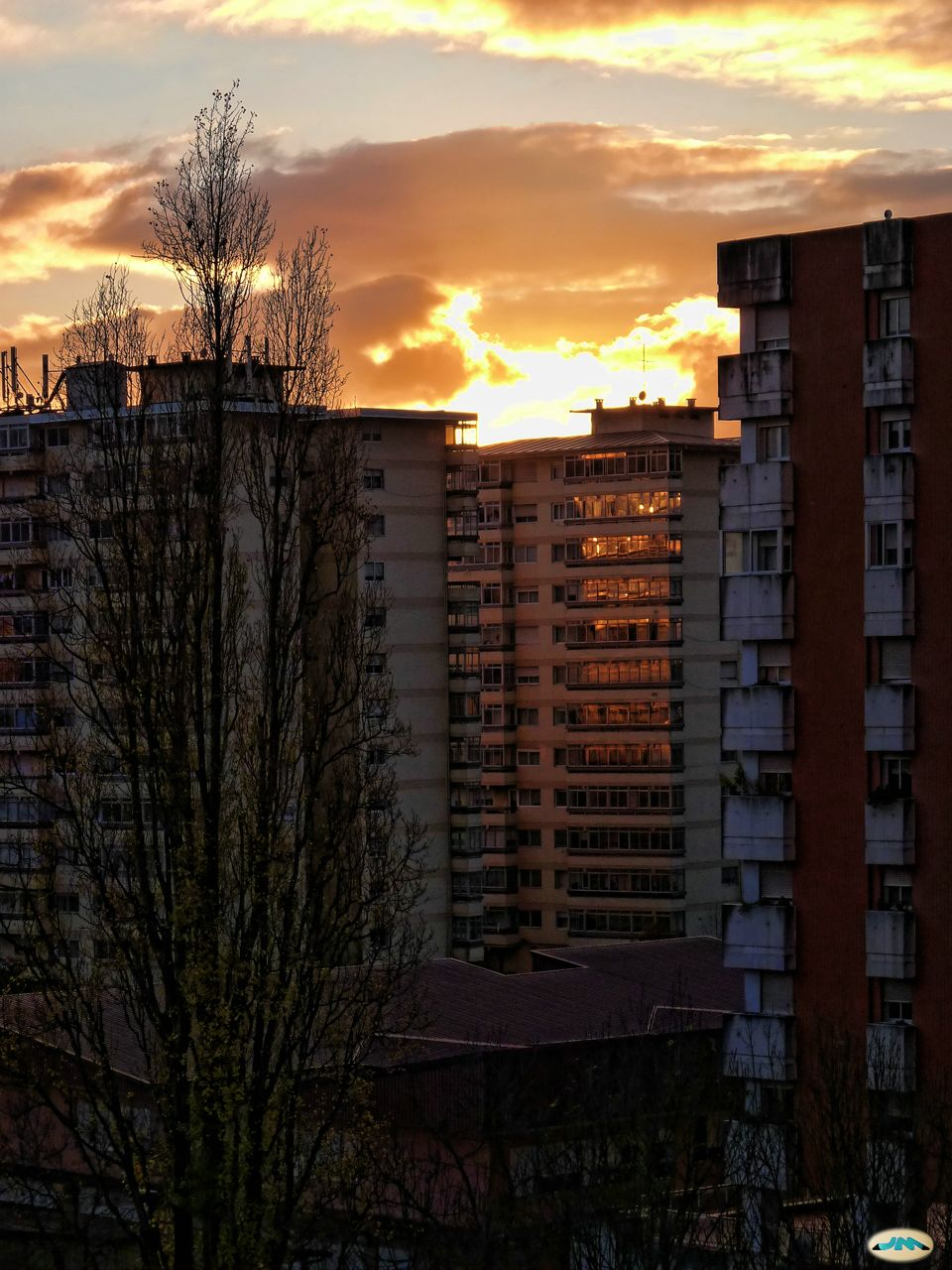
Edifícios em Campolongo
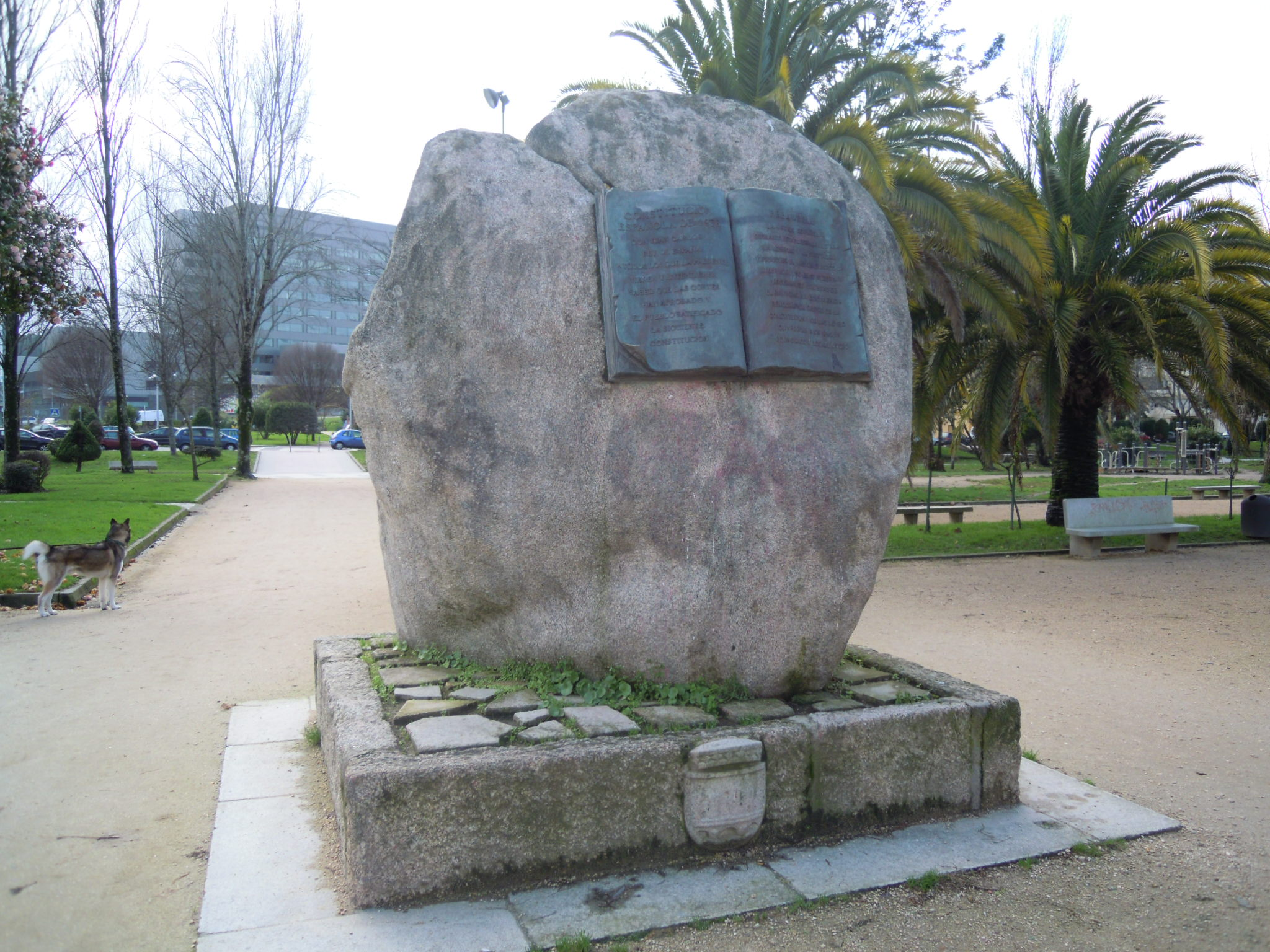
Escultura em homenagem à Constituição Espanhola de 1978 na Praça da Constituição.
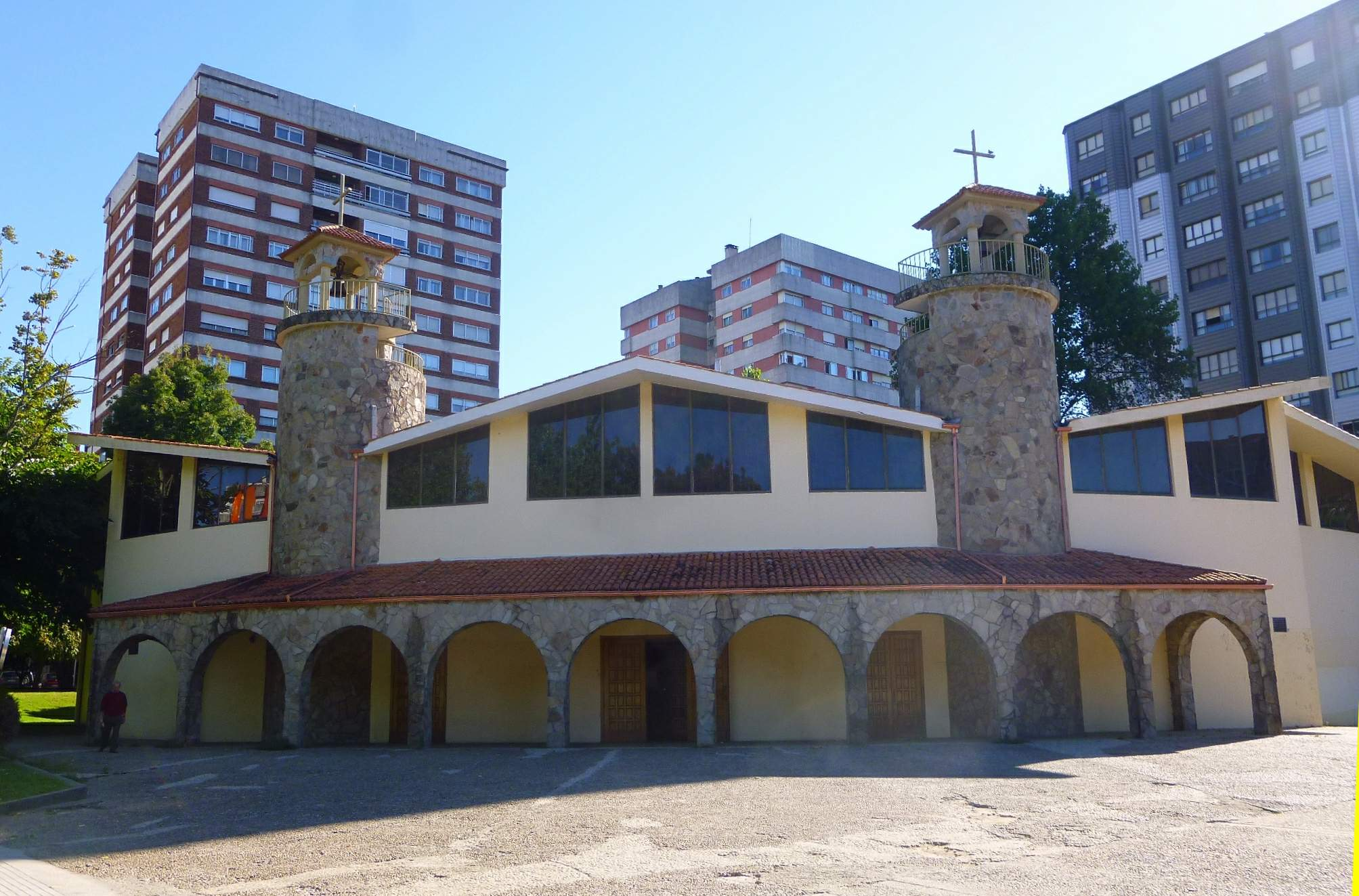
Igreja de São José
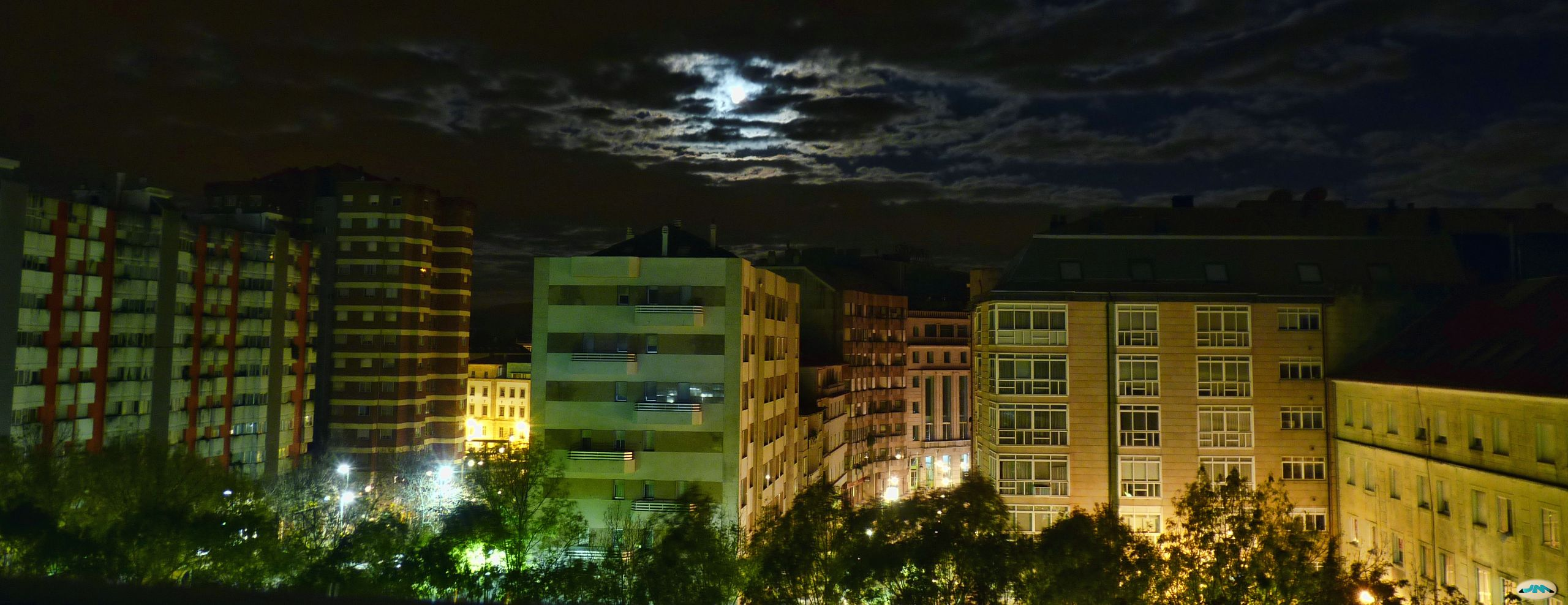
Praça da Galiza
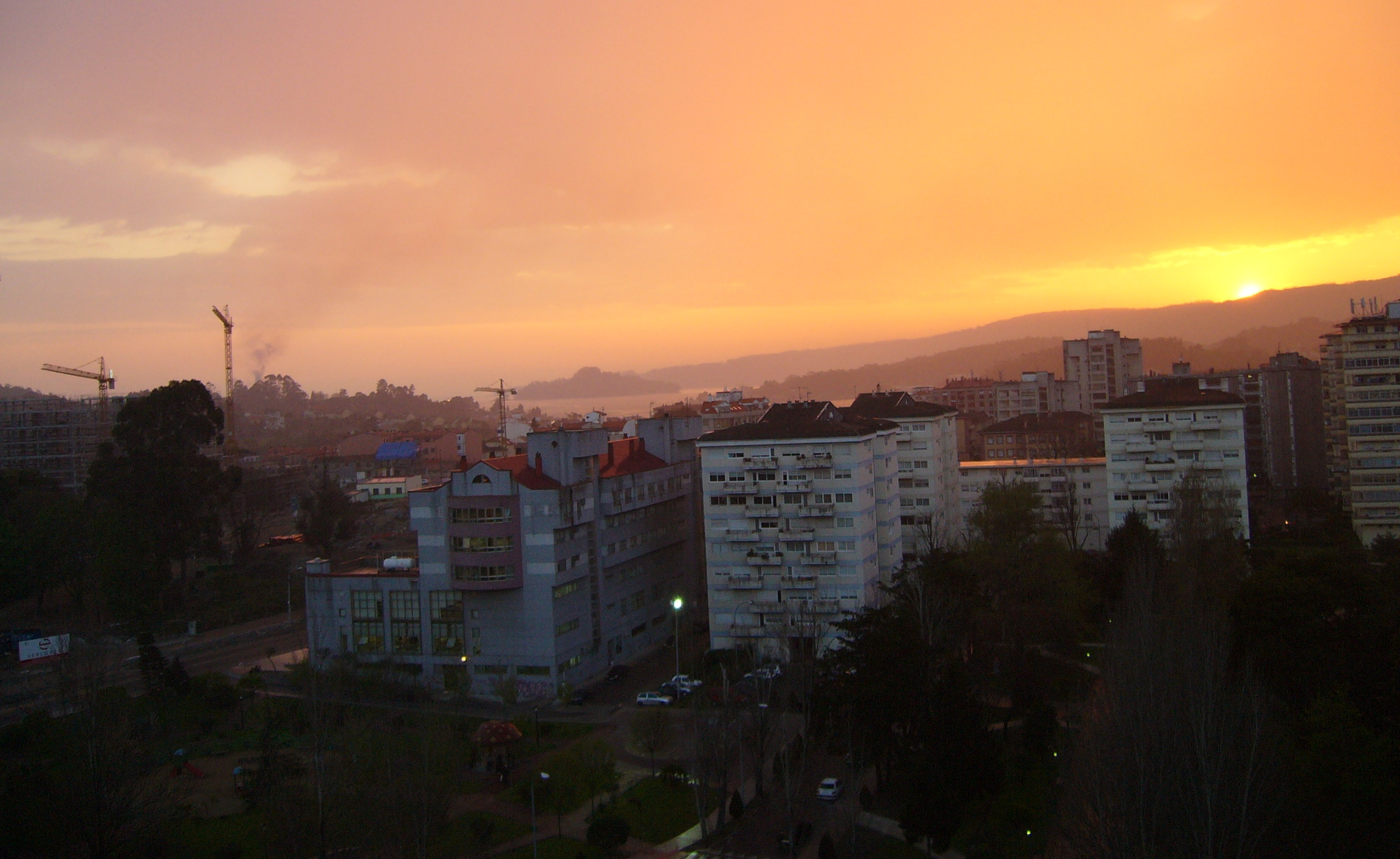
Parque de Campolongo, Ria de Pontevedra e Ilha de Tambo ao fundo
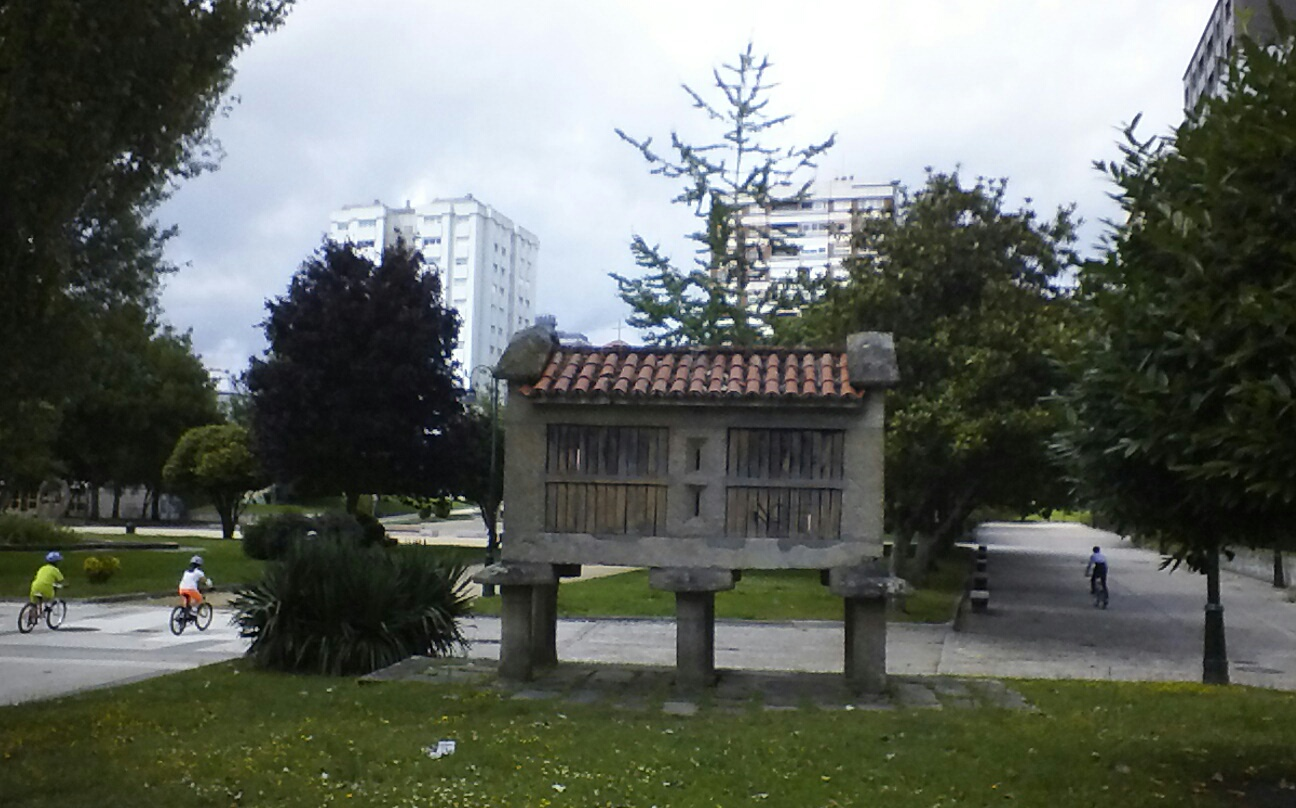
Espigueiro galego sobre palafitas
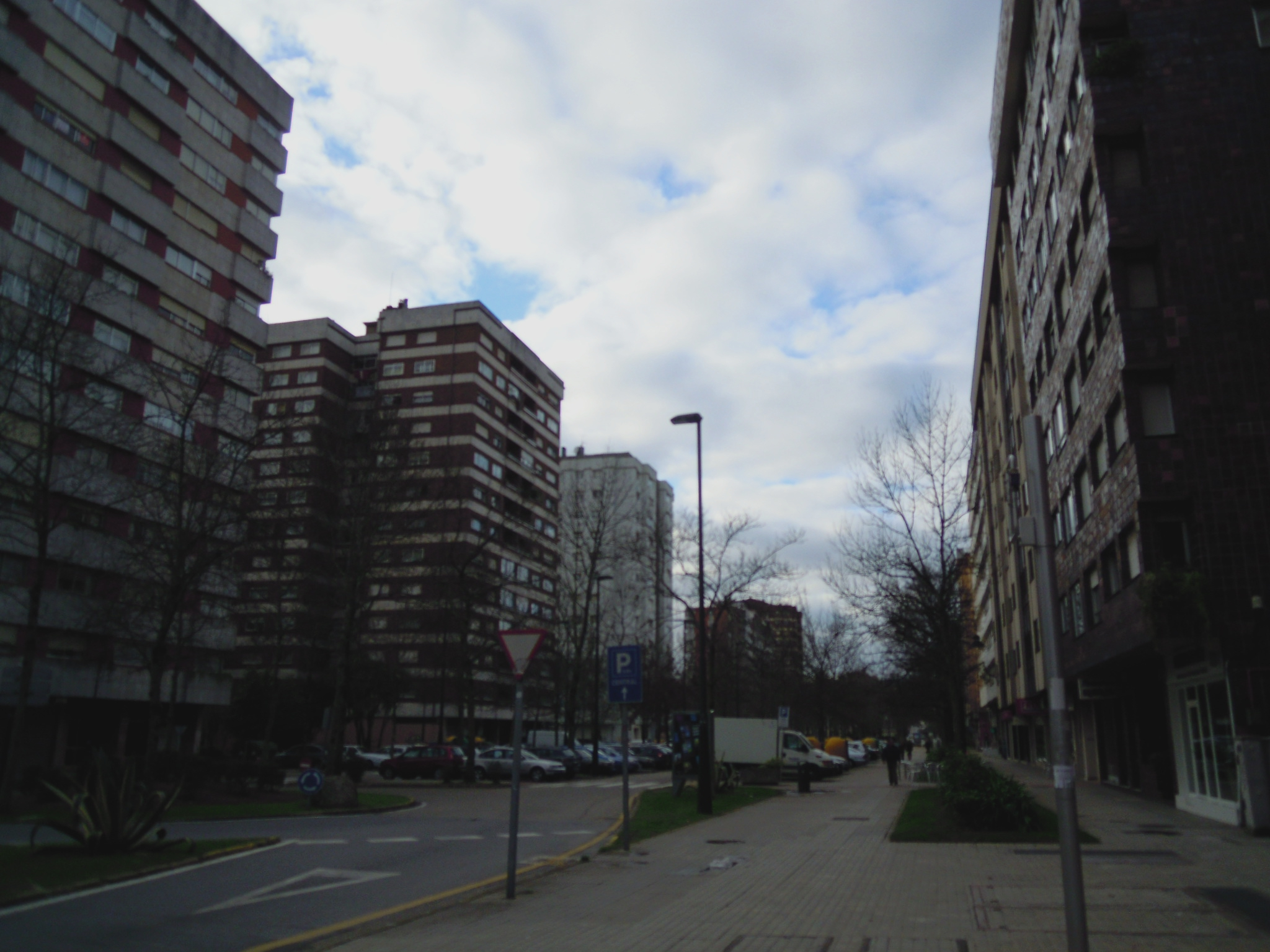
Avenida Augusto García Sánchez
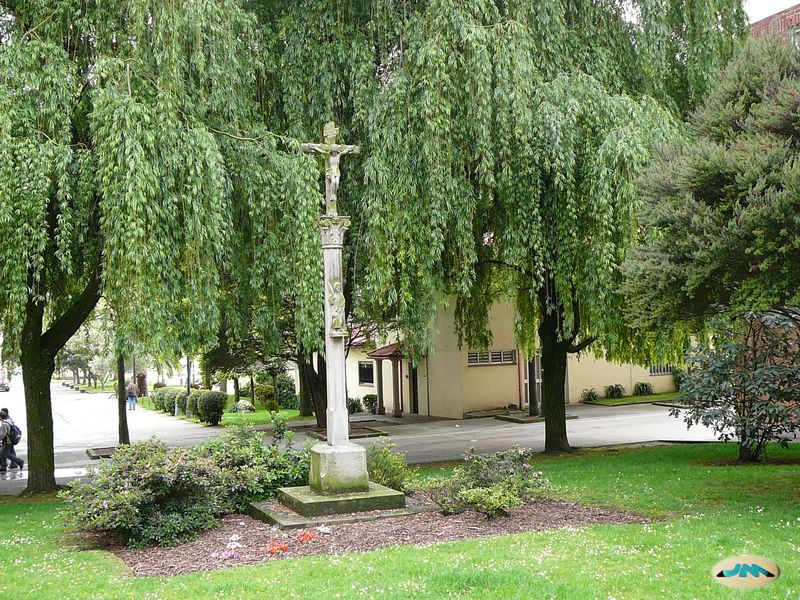
Jardim
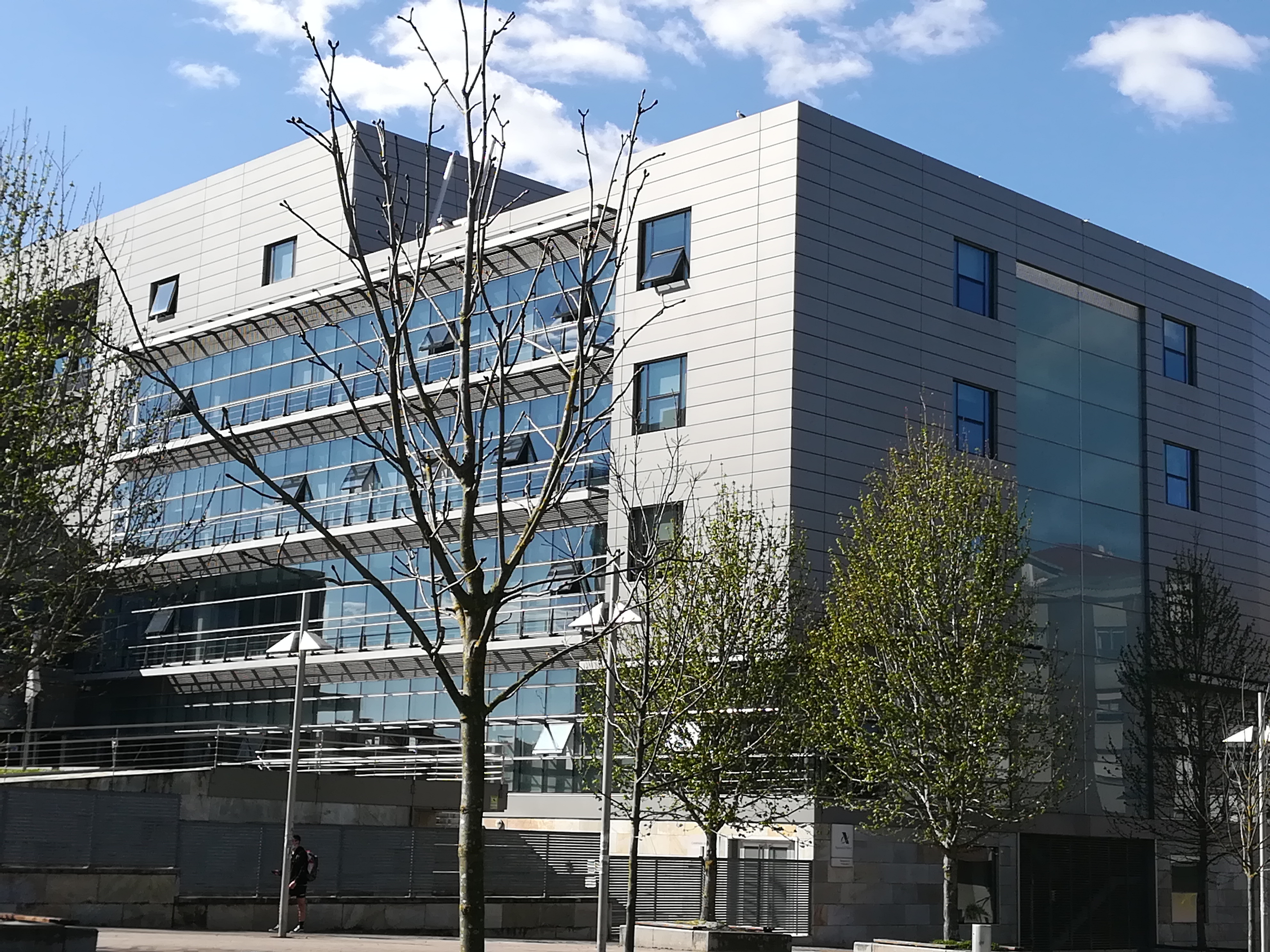
Direcção Provincial de Impostos em Pontevedra
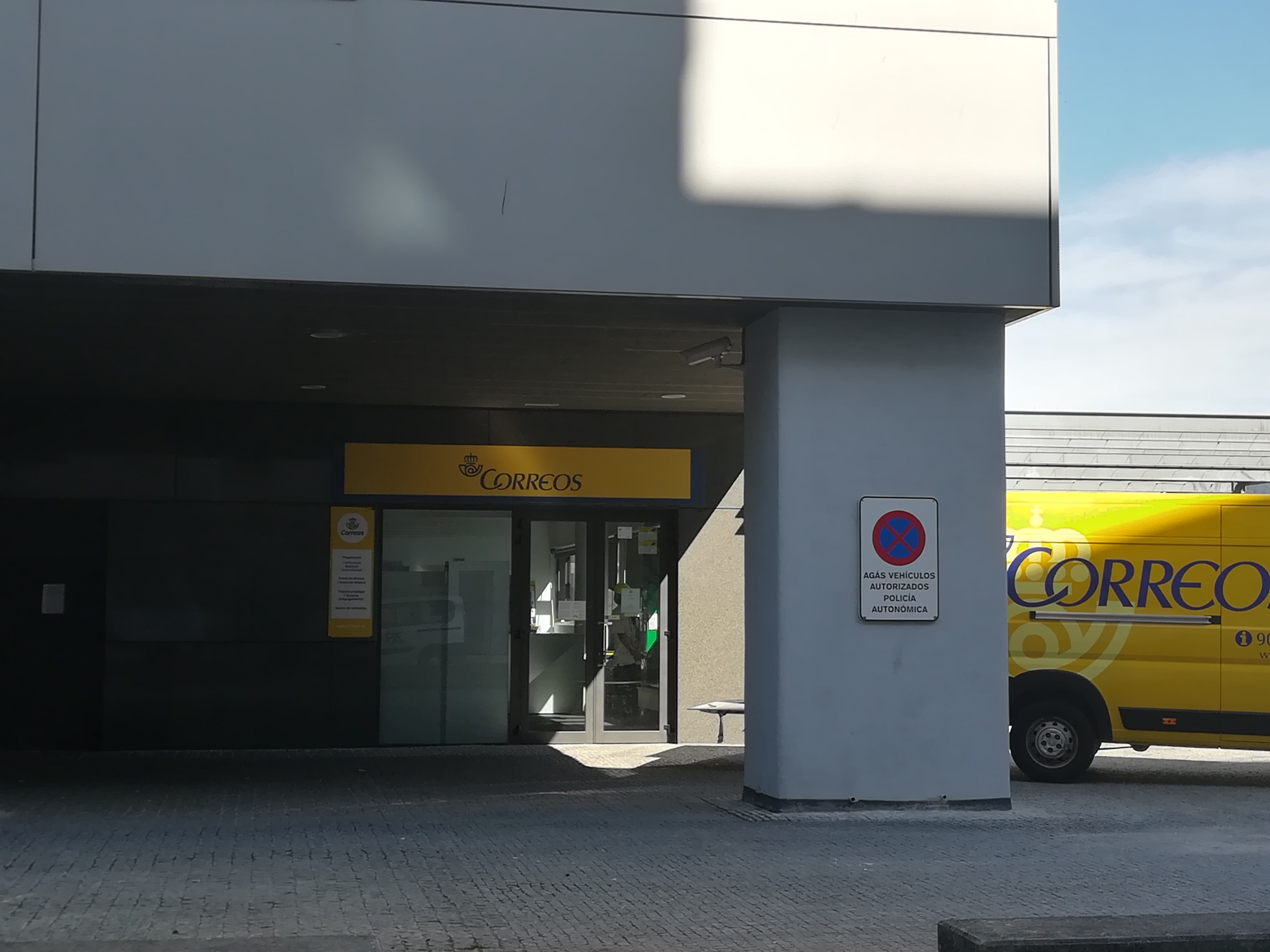
Correios na Rua Espincelo
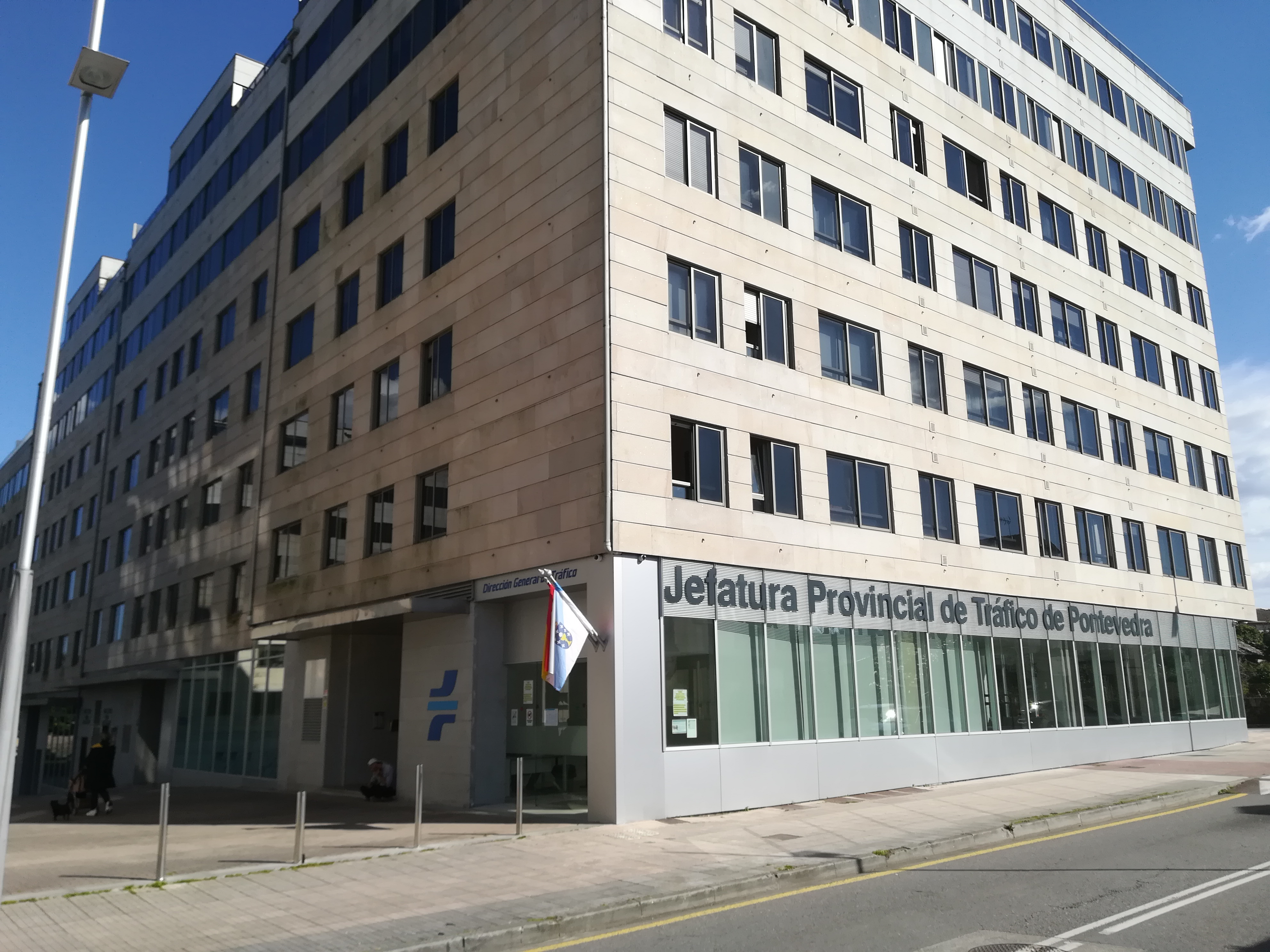
Sede Provincial de Tráfego em Pontevedra
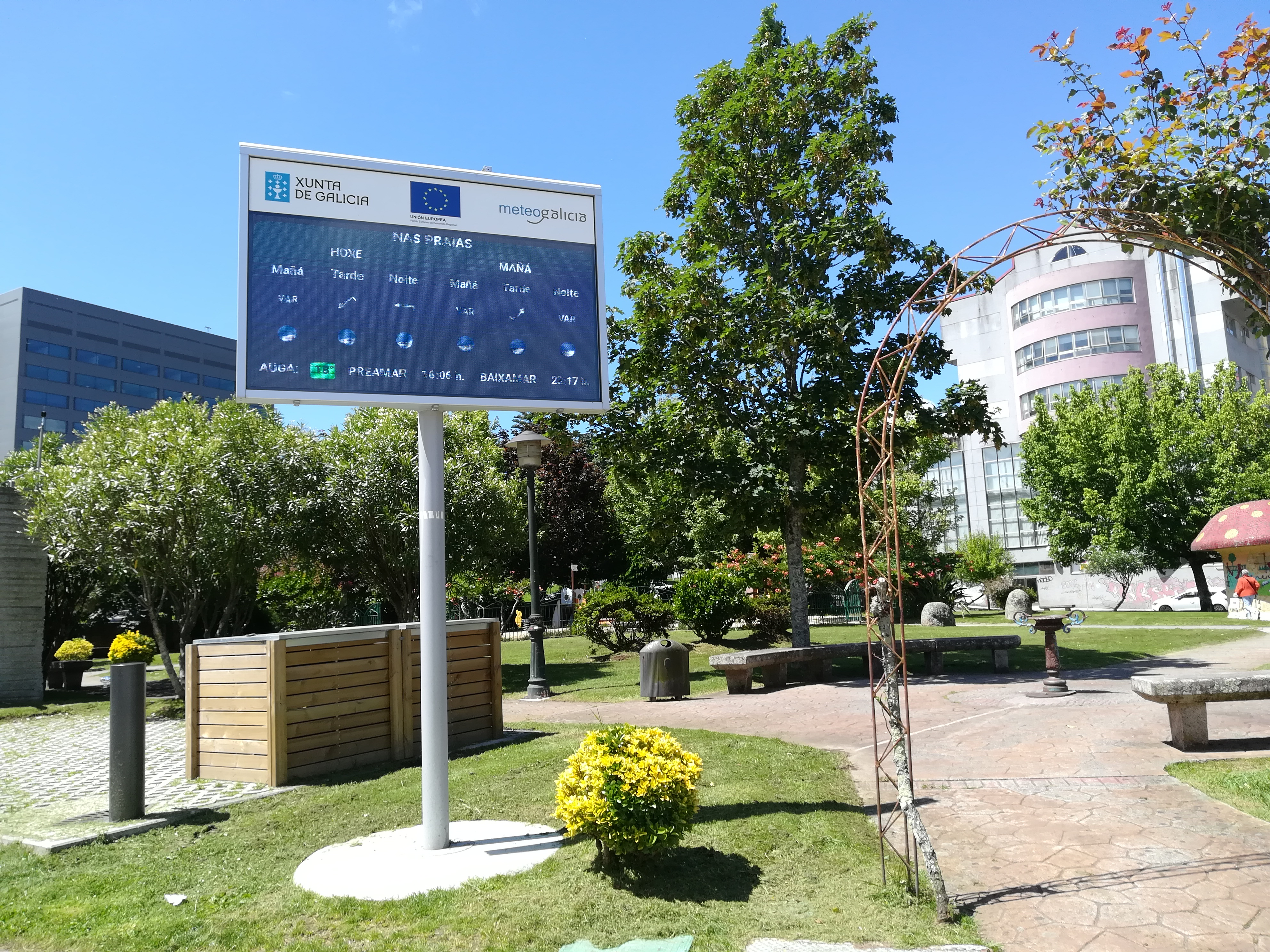
Ecrã da estação meteorológica

### Artigos relacionados
- Praça da Galiza
- Cidade Administrativa de Pontevedra
- Mollavao